# Egenvikt

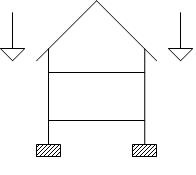
Egenvikt

Egenvikt inkluderar laster som över tid kan anses vara konstanta så som vikten av konstruktionen själv och ej flyttbara objekt så som väggar och golv. Takkonstruktionen utgör även en egenvikt. Egenvikter kan även betecknas som permanenta eller statiska laster.